# Савон Саномат Арена
«Савон Саномат Арена» (фін. Savon Sanomat Areena) — футбольний стадіон у місті Куопіо, Фінляндія, домашня арена ФК «КуПС».
Стадіон побудований та відкритий 1939 року на місці іподрому, відкритого у 1909 році. Використовувався як трек для автоперегонів та велотреку і був місцем проведення змагань з легкої атлетики. У 2005 році здійснено капітальну реконструкцію арени, у результаті якої вона приведена до вимог сучасного футбольного стадіону. Встановлено потужність 4 778 глядачів.
Арена відома також як «Магнум Арена» або «Куопіон кескусккента».